# Giải thưởng phim truyền hình KBS lần thứ 30
Lễ trao giải KBS Drama Awards lần thứ 30 (tiếng Hàn: KBS 연기대상; Romaja: KBS Yeon-gi Daesang), được trình bày bởi Korean Broadcasting System (KBS), tổ chức vào ngày 31 tháng 12, 2016 at KBS Hall ở Yeouido, Seoul. Chương trình được chủ trì bởi Jun Hyun-moo, Park Bo-gum and Kim Ji-won.

## Chiến thắng và đề cử
(Người chiến thắng được in đậm)
| Grand Prize (Daesang) | Grand Prize (Daesang) |
| --- | --- |
| Song Hye-kyo - Hậu duệ mặt trời Song Joong-ki - Hậu duệ mặt trời | |
| Top Excellence Award, Actor | Top Excellence Award, Actress |
| - Park Shin-yang - My Lawyer, Mr. Jo - Park Bo-gum - Mây họa ánh trăng - Song Il Gook - Jang Yeong-sil - Song Joong-ki - Hậu duệ mặt trời - Ahn Jae-wook - Five Enough - Lee Dong Gun - Tiệm may quý ông - Lee Sang-yoon - On the Way to the Airport - Cha In-pyo - Tiệm may quý ông                                                              | - Kim Ha-neul - On the Way to the Airport - Kim Yoo-jung - Mây họa ánh trăng - Song Hye-kyo - Hậu duệ mặt trời - Bae Suzy - Uncontrollably Fond - So Yoo-jin - Five Enough - Lee Yoo-ri - The Promise - Jo Yoon-hee - Tiệm may quý ông                                |
| Excellence Award, Actor in a Miniseries | Excellence Award, Actress in a Miniseries |
| - Lee Sang-yoon - On the Way to the Airport - Kim Young-kwang - Sweet Stranger and Me - Song Joong-ki - Hậu duệ mặt trời - Oh Ji-ho - Geum-Bi của Cha - Jang Hyuk - Beautiful Mind - Jin Goo - Hậu duệ mặt trời | - Kim Ji-won - Hậu duệ mặt trời - Kim Ha-neul - On the Way to the Airport - Park Jin-hee - Geum-Bi của Cha - Song Hye-kyo - Hậu duệ mặt trời - Soo Ae - Sweet Stranger and Me - Jo Bo-ah - Sweet Stranger and Me                                                      |
| Excellence Award, Actor in a Mid-length Drama | Excellence Award, Actress in a Mid-length Drama |
| - Song Il-gook - Jang Yeong-sil - Kim Woo-bin - Uncontrollably Fond - Park Bo-gum - Mây họa ánh trăng - Park Shin-yang - My Lawyer, Mr. Jo - Cho Jae-hyun - The Master of Revenge | - Kim Yoo-jung - Mây họa ánh trăng - Kang So-ra - My Lawyer, Mr. Jo - Bae Suzy - Uncontrollably Fond - Jeong Yu-mi - The Master of Revenge - Chae Soo-bin - Mây họa ánh trăng                                                                                         |
| Excellence Award, Actor in a Serial Drama | Excellence Award, Actress in a Serial Drama |
| - Ahn Jae-wook - Five Enough - Lee Dong-gun - Tiệm may quý ông - Shim Hyung-tak - Five Enough - Cha In-pyo - Tiệm may quý ông | - So Yoo-jin - Five Enough - Jo Yoon-hee - Tiệm may quý ông - Oh Hyun-kyung - Tiệm may quý ông - Im Soo-hyang - Five Enough |
| Excellence Award, Actor in a Daily Drama | Excellence Award, Actress in a Daily Drama |
| - Oh Min-suk - Secrets of Women - Kim Yu-seok - Sweet Home, Sweet Honey - Kim Jin-woo - The Unusual Family - Song Jong-ho - The Promise - Lee Min-woo - That Sun in the Sky - Jung Hee-tae - My Mind's Flower Rain | - Lee Yoo-ri - The Promise - So Yi-hyun - Secrets of Women - Park Ha-na - The Promise - Song Ji-eun - Sweet Home, Sweet Honey - Yoon A-jung - That Sun in the Sky - Lee Si-a - The Unusual Family                                                                     |
| Best Actor in a One-Act/Special/Short Drama | Best Actress in a One-Act/Special/Short Drama |
| - Kim Sung-oh - Becky's Back - Lee Dong-hwi - Drama Special – Red Teacher - Seo Ji-hoon - Drama Special – Legendary Shuttle - Lee Sang-yeob - Drama Special – Home Sweet Home - Lee Ji-hoon - Drama Special – Legendary Shuttle - Ji Soo - Page Turner - Han Joo-wan - Drama Special – Twenty Thousand Won to Pyongyang                           | - Kang Ye-won - Becky's Back - Cho Yeo-jeong - Babysitter - Kim So-hyun - Page Turner - Son Yeo-eun - Drama Special – Home Sweet Home - Jeon Hye-bin - Drama Special – Nodle Shop Woman - Jung So-min - Drama Special – Red Teacher                                   |
| Best Supporting Actor | Best Supporting Actress |
| - Lee Jun-hyeok - Mây họa ánh trăng - Kim Kap-soo - My Lawyer, Mr. Jo - In Gyo-jin - Becky's Back - Jo Jae-yoon - Hậu duệ mặt trời - Choi Dae-chul - Mây họa ánh trăng, Sweet Home, Sweet Honey & Becky's Back - Choi Won-young - Tiệm may quý ông                                                                                                | - Ra Mi-ran - Tiệm may quý ông - Jung Hye-sung - Mây họa ánh trăng - Seo Jeong-yeon - Hậu duệ mặt trời - Shin Hye-sun - Five Enough - Oh Yoon-ah - Geum-Bi của Cha - Hwang Seok-jeong - My Lawyer, Mr. Jo                                                             |
| Best New Actor | Best New Actress |
| - Sung Hoon - Five Enough - Jinyoung - Mây họa ánh trăng - Kwak Dong-yeon - Mây họa ánh trăng - Kim Min-seok - Hậu duệ mặt trời - Onew - Hậu duệ mặt trời - Ji Soo - Page Turner - Hyun Woo - Tiệm may quý ông | - Kim Ji-won - Hậu duệ mặt trời - Lee Se-young - Tiệm may quý ông - Kim Yoo-jung - Mây họa ánh trăng - Gong Seung-yeon - The Master of Revenge - Park So-dam - Beautiful Mind - Shin Hye-sun - Five Enough                                                            |
| Best Young Actor | Best Young Actress |
| - Jung Yun-seok - Mây họa ánh trăng, Five Enough & Jang Yeong-sil - Go Woo-rim - The Master of Revenge - Baek Seung-hwan - Beautiful Mind - Jo Hyun-do - Five Enough - Choi Min-young - The Promise | - Heo Jung-eun - Mây họa ánh trăng, Geum-Bi của Cha & My Lawyer, Mr. Jo - Kim Bo-min - The Promise, Drama Special – Midsummer's Dream - Kim Hwan-hee - On the Way to the Airport - Park Seo-yeon - On the Way to the Airport, The Promise - Jin Ji-hee - Becky's Back |
| Best Writer | Netizen Award |
| - Kim Eun-sook và Kim Won-suk - Hậu duệ mặt trời | - Park Bo-gum - Mây họa ánh trăng |
| Best Couple Award | Special Award: Asia Best Couple |
| - Song Hye-kyo & Song Joong-ki - Hậu duệ mặt trời - Park Bo-gum & Kim Yoo-jung - Mây họa ánh trăng - Kim Ji-won & Jin Goo - Descendants of the Sun - Kim Ha-neul & Lee Sang-yoon - On the Way to the Airport - Heo Jung-eun & Oh Ji-ho - Geum-Bi của Cha - Ra Mi-ran & Cha In-pyo - Tiệm may quý ông - Lee Se-young & Hyun Woo - Tiệm may quý ông | - Song Hye-kyo & Song Joong-ki - Hậu duệ mặt trời |

## Người trao giải
| STT | Người trao giải                | Giải thưởng                                         |
| --- | ------------------------------ | --------------------------------------------------- |
| 1   | Kim Min-jung                   | Best Young Actor/Actress                            |
| 2   | Oh Ji-ho, Uhm Hyun-kyung       | Best Supporting Actor/Actress                       |
| 3   | Choi Soo-jong, Janice Lee      | Special Award: Asia Best Couple                     |
| 4   | Bong Tae-gyu, Lee Ha-na        | Best Actor/Actress in a One-Act/Special/Short Drama |
| 5   | Mark Lippert, Han Go-eun       | Netizen Award                                       |
| 6   | Kim Sung-soo, Park Eun-hye     | Writer of the Year                                  |
| 7   | Song Il-gook, Kim So-hyun      | Best New Actor/Actress                              |
| 8   | In Gyo-jin, So Yi-hyun         | Best Couple Award                                   |
| 9   | Kim Yeong-cheol, Cho Yeo-jeong | Excellence Award in a Serial Drama                  |
| 10  | Han Chae-ah, Kwak Si-yang      | Excellence Award in a Daily Drama                   |
| 11  | Park Seo-joon, Park Hyung-sik  | Excellence Award in a Miniseries                    |
| 12  | Kim Seung-soo, Myung Se-bin    | Excellence Award in a Mid-length Drama              |
| 13  | Im Dong-jin, Chae Shi-ra       | Top Excellence Award                                |
| 14  | Ko Dae-young, Kim Soo-hyun     | Grand Prize (Daesang)                               |

## Trình diễn đặc biệt
| STT | Nghệ sĩ                    | Trình diễn                                                             |
| --- | -------------------------- | ---------------------------------------------------------------------- |
| 1   | Go Doo-shim, Choi Soo-jong | Intro                                                                  |
| 2   | I.O.I                      | Congratulatory Performance: "Whatta Man" "Pick Me"                     |
| 3   | Gummy                      | "Moonlight Drawn By Clouds" (구르미 그린 달빛) (Mây họa ánh trăng OST) |
| 3   | Gummy                      | "You Are My Everything" (Hậu duệ mặt trời OST)                         |